# Physical Evidence
Physical Evidence (Contra toda ley en España y La prueba del crimen en Hispanoamérica) es una película de misterio de 1989 dirigida por Michael Crichton y protagonizada por Burt Reynolds, Theresa Russell y Ned Beatty.

## Argumento
Joe Paris es un policía. También es un hombre de fuerte carácter y con un controvertido historial. Tuvo una esposa que falleció. Desde entonces no le queda más objetivo en la vida que aferrarse a su trabajo. Un fatídico día, Jake Farley, un mafioso que también es su peor enemigo, aparece estrangulado. A causa de su mala relación con él, Paris se convierte por ello en el principal sospechoso del crimen. Retirado de empleo y sueldo, el policía intenta buscar una coartada creíble pero todas las pistas apuntan a que él fue el asesino. La abogada de oficio encargada de defenderle es la señorita Jenny Hudson. Es una joven con poca experiencia en la materia que ve este caso como una oportunidad para lanzar su carrera. Aunque haya momentos, en la que la abogada también considere que su defendido es el culpable del asesinato cometido, juntos comenzarán una interminable lucha para defender su inocencia.

## Reparto
| Actor           | Personaje     |
| --------------- | ------------- |
| Burt Reynolds   | Joe Paris     |
| Theresa Russell | Jenny Hudson  |
| Ned Beatty      | James Nicks   |
| Kay Lenz        | Deborah Quinn |
| Ted McGinley    | Kyle          |
| Tom O'Brien     | Matt Farley   |
| Kenneth Welsh   | Harry Norton  |
| Ray Baker       | Strickler     |

## Recepción
Esta película fue la menos exitosa que Michael Crichton hizo como director. Eso causó a que él dejase luego el oficio de director de cine convirtiéndose así esta producción cinematográfica en la última que hizo como tal.
Hoy en día la película ha sido valorada en portales cinematográficos y por los críticos profesionales. En IMDb, con aproximadamente 2000 votos registrados, el filme obtiene una media ponderada de 5,1 sobre 10. En cuanto a Rotten Tomatoes, los más de 1000 votos registrados le dieron allí una valoración media de 2,3 de 5, mientras que los 18 críticos profesionales registrados allí le dieron una valoración media de 3,9 de 10. También cabe destacar, que en La Vanguardia los usuarios registrados allí le dieron a la película una aprobación del 53%.